# Kanton Vallon
Vallon is een kanton van het Franse departement Aveyron. Het kanton maakt deel uit van het arrondissement Rodez.

## Geschiedenis
Het kanton werd, bij toepassing van het decreet van 21 februari 2014, op 22 maart 2015 gevormd uit de gemeenten van het op die dag opgeheven kanton Marcillac-Vallon en de gemeente Druelle van het op die dag eveneens opgeheven kanton Rodez-Ouest. De hoofdplaats van het nieuwe kanton werd Salles-la-Source, dat groter is dan de hoofdplaats van het voormalige kanton Marcillac-Vallon en op het moment van oprichting de grootste gemeente van het kanton. Op 1 januari 2017 fuseerden de gemeenten Balsac en Druelle tot de commune nouvelle Druelle Balsac, waardoor het kanton nu weer 10 gemeenten omvat.

## Gemeenten
Het kanton Vallon omvat de volgende gemeenten:
- Clairvaux-d'Aveyron
- Druelle Balsac
- Marcillac-Vallon
- Mouret
- Muret-le-Château
- Nauviale
- Pruines
- Saint-Christophe-Vallon
- Salles-la-Source (hoofdplaats)
- Valady